# Milicz
Milicz [ˈmʲiliʧ], tyska: Militsch, är en stad i sydvästra Polen och huvudort i distriktet Powiat milicki i Nedre Schlesiens vojvodskap, belägen omkring 55 kilometer nordost om Wrocław. Staden, med anor från 1000-talet, hade 11 758 invånare år 2013.

## Geografi
Staden ligger vid floden Barycz, en biflod till Oder, i norra delen av Nedre Schlesiens vojvodskap, nära gränsen mot Storpolens vojvodskap. Baryczdalen och de omkringliggande Miliczdammarna (Stawy Milickie) bildar ett naturreservat och fågelskyddsområde som är känt för sitt rika vattenfågelliv.

## Sevärdheter
- Milicz slott, uppfört på 1700-talet som säte för grevarna von Maltzan i barock- och klassicistisk stil, efter ritningar av Carl Gottfried Geissler.
- Borgruinen i slottsparken efter den medeltida slottsbyggnaden från 1300-talet. Det gotiska slottet uppfördes för Piasthertigarna av Ólesnica och förstördes i andra världskriget.
- Den engelska slottsparken anlades omkring år 1800 och var den första engelska parken i Schlesien.
- S:t Andreas Bobola-kyrkan, tidigare det Heliga Korsets protestantiska kyrka, uppförd som en av sex schlesiska Gnadenkirchen 1709-1714 i barock korsvirkesstil.
- Ärkeängeln Mikael-kyrkan, uppförd i klassicistisk stil 1821.

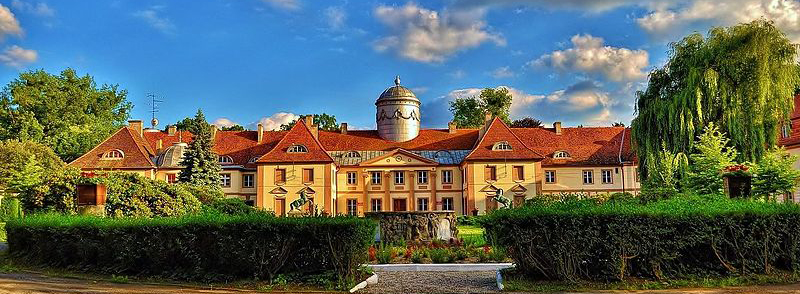
Milicz slott
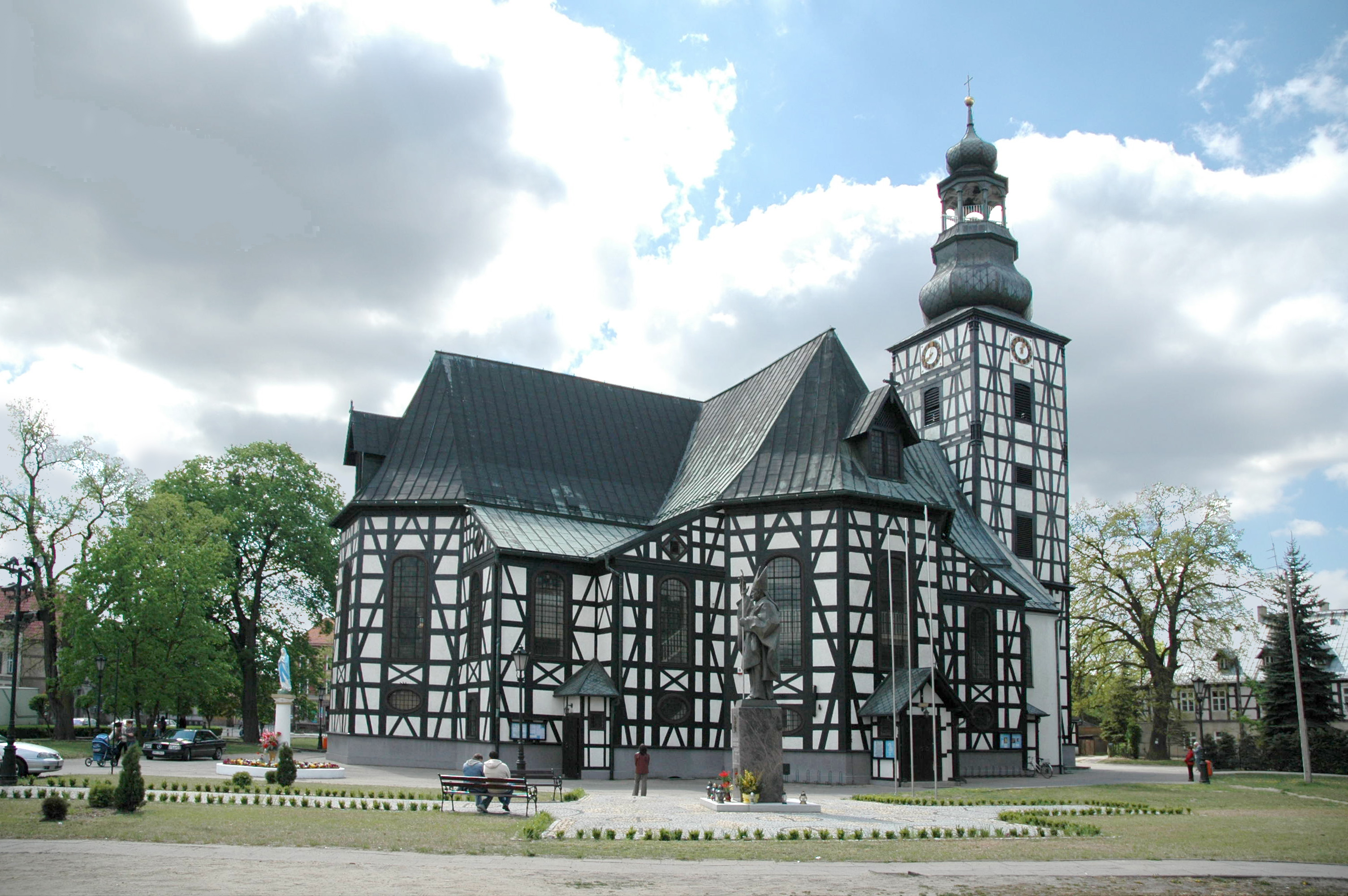
S:t Andreas Bobola-kyrkan
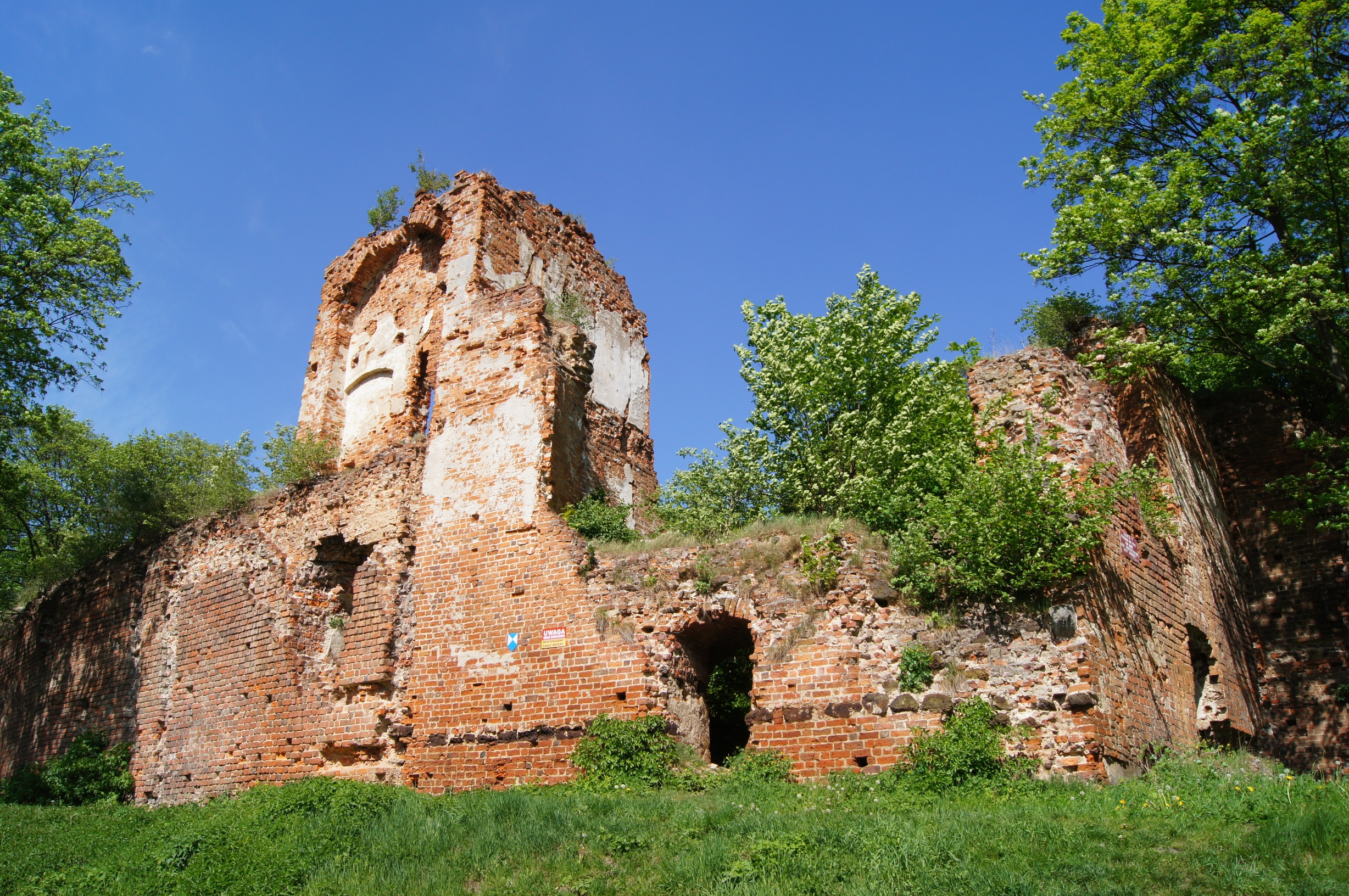
Borgruinen

## Kommunikationer
Staden har en järnvägsstation på linjen mellan Krotoszyn och Oleśnica, som dock är mycket glest trafikerad. Den nationella vägen DK 15 sammanbinder staden med Krotoszyn och Wrocław.

## Personer från Milicz
- Agnes Franz (1794–1843), tysk författare
- Maria von Maltzan (1909–1997), tysk biolog och motståndskämpe